# Optique et précision de Levallois
Optique et précision de Levallois (OPL) fut un important fabricant d’appareils optiques français de 1919 à 1964.

## Histoire de la société
La société OPL succédait à un laboratoire d'aérodynamique ouvert en 1908 par Armand de Gramont à Levallois-Perret. En 1916, ce laboratoire est transformé en Atelier de fabrication d'appareils d'optique et produit des collimateurs de visée pour les besoins de la guerre.
La paix revenue, l’atelier prend en 1919 le nom d’OPL et concentre ses efforts sur le développement de télémètres de balistique considérés alors comme priorité nationale. Par la suite, la société diversifie son activité vers des applications civiles.
En 1938, OPL se lance dans la fabrication d'appareils photographiques et construit pour cela une usine à Châteaudun. Le projet prendra corps après la guerre sous la marque Foca qui connaîtra un certain succès jusqu'au début des années soixante.
Parallèlement, OPL participe à la mise au point et à la construction de microscopes électroniques à transmission en collaboration avec la faculté des sciences de Toulouse.
Mise en difficulté par l’ouverture du marché, OPL ferme sa branche photographique en 1964-1965 et fusionne avec SOM-Berthiot pour donner naissance à la Société d'optique électronique et mécanique SOPELEM. Devenue SFIM, elle a été absorbée par la SAGEM en 1999-2000. Aujourd'hui, intégrée dans Safran Electronic & Defense, elle ne produit plus que de l'optique militaire.
L'usine de Levallois-Perret et le siège de la société étaient situés aux numéros 86, 102 et 106 de la rue Chaptal. L’usine de Châteaudun se trouvait sur la route de Jallans.

## Principales productions

### Optique militaire
- Collimateurs
- Télémètres de balistique
- Lunettes à infra-rouge

### Instruments optiques pour laboratoires
- Réfractomètres
- Microscopes et loupes binoculaires
- Microscopes électroniques à transmission

### Optique médicale

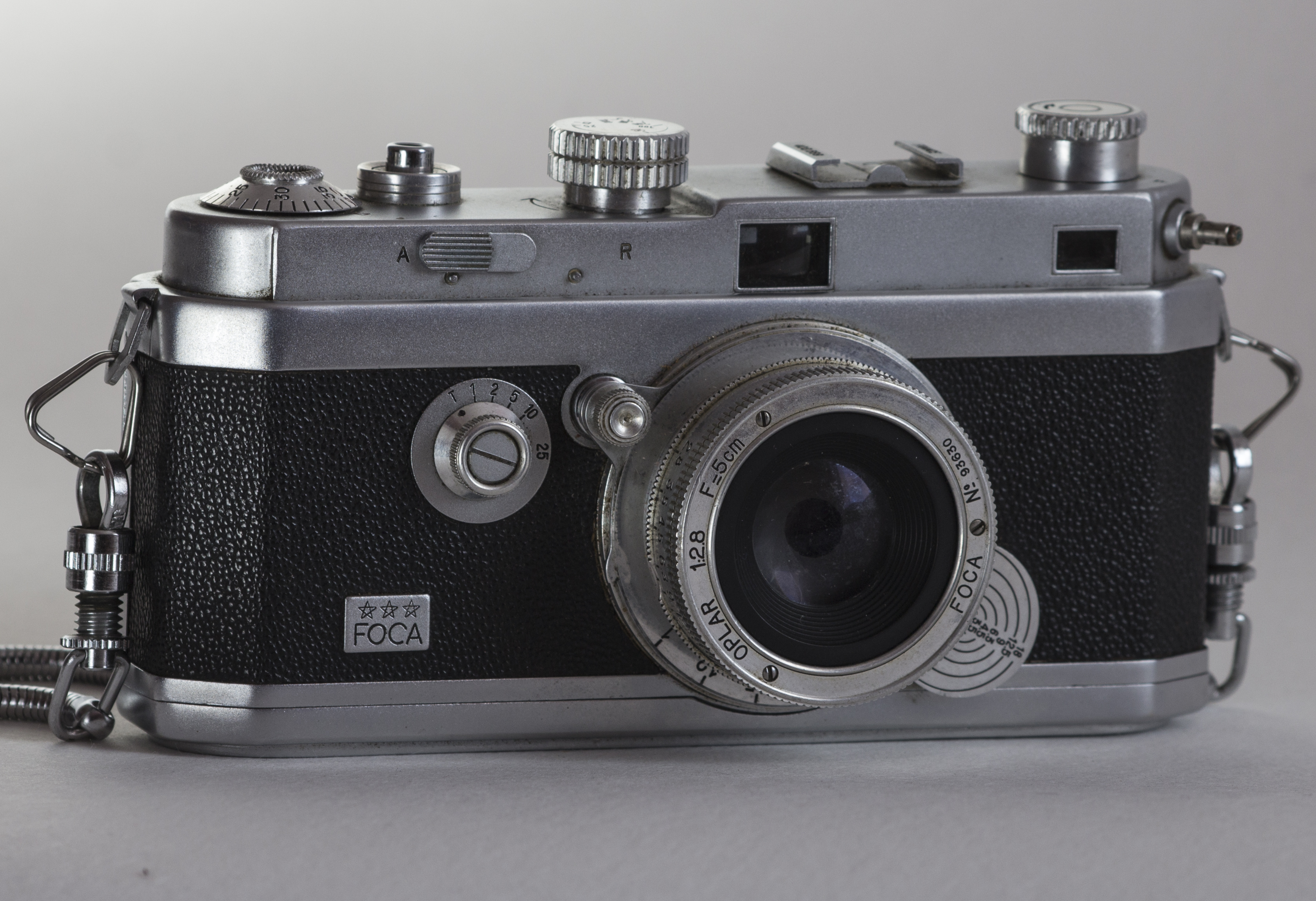
Foca PF3, fabriqué par Optique et Précisions de Levallois.

- Endoscopes
- Rétinographes

### Matériel photographique
- Appareils de petit format Foca
- Objectifs de prise de vue et de projection Oplar

## Sources
- Les archives de la société OPL sont conservés aux Archives nationales sous la cote 188 AQ : inventaire du fonds 188AQ :
- « OPL FOCA : materiels, appareils photographiques, accessoires et documentations », sur roland.weber4.free.fr (consulté le 29 mars 2024)
- « Foca OPL appareil photographique haute precision », sur foca-collection.fr (consulté le 29 mars 2024)